# Hugo Magnus
Hugo Magnus (Środa Śląska, 31 maggio 1842 – Breslavia, 15 aprile 1907) è stato un oculista e storico tedesco.

## Biografia
Studiò medicina presso l'Università di Breslavia, dove era allievo di Albrecht Theodor Middeldorpf e Hermann Lebert. Nel 1867 riceve il dottorato medico e nel 1873 si qualifica come docente in oftalmologia. Nel 1883 diventò un professore associato dell'Università di Breslavia.
È ricordato per i suoi studi sul daltonismo e sulla visione del colore. Condusse anche una relativa ricerca sulle malattie degli occhi; nel 1874 fece un'osservazione su una malattia agli occhi, ciò che successivamente venne chiamata come sindrome di von Hippel-Lindau e nel 1878 fornì una descrizione clinica della proptosi nei bambini. Fu autore di numerose opere con temi di storia della medicina (compreso l'oftalmologia).

## Opere principali
- Das Auge in seinen ästhetischen und cultur-geschichtlichen Beziehungen, 1876.
- Die geschichtliche Entwickelung des Farbensinnes, 1877.
- Die Anatomie des Auges bei den Griechen und Römern, 1878.
- Die Farbenblindheit; ihr Wesen und ihre Bedeutung, dargestellt für Behörden, praktische Aerzte, Bahnärzte, Lehrer, 1878 .
- Untersuchungen über den Farbensinn der Naturvölker, 1880.
- Die Augenheilkunde der Alten, 1901.
- Die methodische Erziehung des Farbensinnes, 1902 .
- Abhandlungen zur Geschichte der Medicin (con Karl Sudhoff, Max Neuburger), 1902.
- Medicin und religion in ihren gegenseitigen beziehungen; geschichtliche untersuchungen, 1902.
- "Visual economics, with rules for estimation of the earning ability after injuries to the eyes", 1902 (pubblicato in inglese, con Henry Würdemann).
- Kritik der medicinischen Erkenntnis; eine medicin-geschichtliche Untersuchung, 1904.
- Die volksmedizin, ihre geschichtliche entwickelung und ihre beziehungen zur kultur, 1905.
- Der Aberglauben in der Medicin; tradotto in inglese, curato da Julius L. Salinger come "Superstizione in medicina", 1905.[1]